# Hadena occidentalis
Hadena occidentalis är en fjärilsart som beskrevs av De Freina och Hermann Hacker 1985. Hadena occidentalis ingår i släktet Hadena och familjen nattflyn. Inga underarter finns listade i Catalogue of Life.